# ミリアム・ジョヴァネッリ
ミリアム・ジョヴァネッリ（Miriam Giovanelli、1989年4月28日 - ）は、イタリアの女優。

## 出演作品
- ダリオ・アルジェントのドラキュラ（タニア）
- 妹の誘惑
- 鶏小屋
- クラブ・ロリータ

## キャリア
ミリアム・ジョヴァネッリ はイタリアのローマでイタリアの父親とスペイン人の母親に生まれました。 彼女の映画は、多くのスペイン語映画と、英語とイタリア語の数が増えています。 これらの作品のいくつかはかなりの成功を収めています。